# Макленан (Алберта)
Макленан (енгл. McLennan) је малена варош у северном делу канадске провинције Алберта и део је статистичке регије Северна Алберта. Налази се на деоници провинцијског ауто-пута 2 на око 50 км северно од вароши Хај Прери.
Насеље је основано 1914. и развијало се паралелно са железницом која је пролазила кроз тај део Алберте. Име је добило у част доктора Џона Макленана (Dr. John K. McLennan) који је у време оснивања насеља био задужен за градњу те деонице железнице. Већ у јануару 1915. подигнута је и железничка станица у месту. Насеље је добило статус села 1944, а 1948. и статус вароши.
Према резултатима пописа становништва из 2011. у варошици је живело 809 становника у 342 домаћинства, што је за 1,8% мање у односу на попис из 2006. када су регистрована 824 житеља.

## Становништво
| 2006. | 2011. |
| ----- | ----- |
| 824   | 809   |